# Hulsea
Hulsea Torr. & Gray è un genere di piante della famiglia delle Asteraceae, endemico degli Stati Uniti occidentali e del Messico settentrionale.

## Tassonomia
In passato il genere Hulsea era attribuito alla sottotribù Chaenactidinae della tribù Heliantheae.

Sulla base di recenti evidenze filogenetiche derivanti da analisi del DNA ribosomiale è stato messo in relazione con il genere Eatonella con il quale costituisce la sottotribù Hulseinae della tribù Madieae..
Comprende 7 specie:
- Hulsea algida A.Gray
- Hulsea brevifolia A.Gray
- Hulsea californica Torr. & A.Gray
- Hulsea heterochroma A.Gray
- Hulsea mexicana Rydb.
- Hulsea nana A.Gray
- Hulsea vestita A.Gray